# Слабовыраженная гиперфенилаланинемия без дефицита тетрагидробиоптерина
Слабовыраженная гиперфенилаланинемия без дефицита тетрагидробиоптерина — редкое метаболическое заболевание, при котором наблюдается небольшое повышение концентрации фенилаланина в крови, а также ряд неврологических нарушений различного характера и степени тяжести, в том числе двигательные нарушения и расстройства интеллекта. Заболевание наследуется по аутосомно-рецессивному типу. Альтернативное название заболевания — недостаточность DNAJC12.

## Этиология
Заболевание вызывается гомозиготными либо сложными гетерозиготными мутациями гена DNAJC12, кодирующего один из белков-кошаперонов семейства DnaJ/HSP40. Считается, что DNAJC12 обеспечивает правильный фолдинг фермента фенилаланингидроксилазы (ФАГ) и поддерживает его в стабильном состоянии. Данный фермент отвечает за реакцию преобразования фенилаланина в тирозин. При мутациях гена DNAJC12 концентрация фермента ФАГ снижается и катализируемая им реакция замедляется, приводя к повышению уровней фенилаланина. Известно, что DNAJC12 также взаимодействует, помимо прочего, с ферментом тирозингидроксилазой и с обеими формами фермента триптофангидроксилазы — вероятно, это отчасти обуславливает снижение уровней метаболитов дофамина и серотонина у пациентов с мутациями гена DNAJC12.

## Диагностика
По состоянию на 2023 год у большинства пациентов, описанных в литературе, при неонатальном скрининге обнаруживалось небольшое повышение уровня фенилаланина — намного менее выраженное, чем при фенилкетонурии. При дополнительном обследовании в спинномозговой жидкости, как правило, обнаруживается снижение уровней гомованилиновой кислоты (метаболита дофамина) и 5-гидроксииндолуксусной кислоты (основного метаболита серотонина).
Диагностика осложняется тем, что у небольшого количества пациентов при неонатальном скрининге уровень фенилаланина оказывается в норме, и его повышение может быть впервые выявлено со значительным запозданием — когда у пациента уже наблюдается отставание в развитии, умственная отсталость, или развиваются двигательные нарушения.
Концентрация двух птеринов — биоптерина и неоптерина — при недостаточности DNAJC12 остается в рамках нормы, что отличает это заболевание от недостаточности тетрагидробиоптерина, которая также может быть причиной развития гиперфенилаланинемии, но при некоторых формах которой могут наблюдаться колебания уровней биоптерина и неоптерина.

## Терапия
Терапия недостаточности DNAJC12 направлена на коррекцию биохимических отклонений и включает назначение сапроптерина (синтетическая форма тетрагидробиоптерина), леводопы (прекурсор нейромедиатора дофамина) и 5-гидрокситриптофана (прекурсор нейромедиатора серотонина). Раннее начало терапии позволяет предотвратить развитие нарушений психики или смягчить уже возникшие нарушения.

## История
Заболевание было впервые обнаружено в 2017 году у шести пациентов из четырёх не связанных между собой семей, причем у родителей пациентов наблюдалась близкая степень родства.

## Иллюстрации

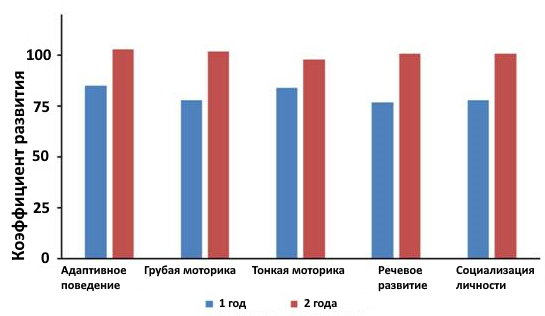
Нормализация показателей развития у китайского пациента после обнаружения мутаций DNAJC12 и назначения дополнительной терапии. Для оценки использована шкала психомоторного развития Гезелла. В течение первого года жизни мальчик находился на диете с ограничением фенилаланина, поскольку после рождения у него была отмечена слабовыраженная гиперфенилаланинемия. После того как с помощью полноэкзомного секвенирования у него были выявлены мутации гена DNAJC12, он начал также получать 5-гидрокситриптофан (50 мг/сутки), леводопу (100 мг/сутки) и сапроптерин (25 мг/сутки). Из описания клинического случая, Mengting Li et al., 2020.